# 올림픽 파나마 선수단
올림픽 파나마 선수단은 파나마 대표로 올림픽에 참가하는 선수단이다. 파나마는 18번의 올림피아드 대회에 참가했으며, 1928년 하계 올림픽에 데뷔했다. 동계 올림픽에 출전한 적은 없다. 파나마는 육상 부문에서 모두 3개의 메달(금메달 1개, 동메달 2개)을 획득했다. 멀리뛰기 선수 어빙 살라디노(Irving Saladino)는 2008년 하계 올림픽에서 파나마 최초이자 유일한 올림픽 금메달을 획득했다.

## 종목별 메달 집계
| 종목 |   |   |   | 합계 |
| ---- | - | - | - | ---- |
| 육상 | 1 | 0 | 2 | 3    |
| 합계 | 1 | 0 | 2 | 3    |

## 메달리스트 목록
| 메달   | 선수            | 대회          | 종목 | 세부종목      |
| ------ | --------------- | ------------- | ---- | ------------- |
| 동메달 | 로이드 베아치   | 1948년 런던   | 육상 | 남자 100m     |
| 동메달 | 로이드 베아치   | 1948년 런던   | 육상 | 남자 200m     |
| 금메달 | 이르빙 살라디노 | 2008년 베이징 | 육상 | 남자 멀리뛰기 |